# Cohors II Flavia Numidarum
Die Cohors II Flavia Numidarum [equitata] [Antoniniana] (deutsch 2. Kohorte die Flavische der Numider [teilberitten] [die Antoninianische]) war eine römische Auxiliareinheit. Sie ist durch Militärdiplome, Inschriften und Ziegelstempel belegt. In einer zweisprachigen Inschrift wird sie als Cohors II Numidarum (χώρτης δευτέρας Νουμιδῶν) bezeichnet, in Ziegelstempeln als Cohors Numidarum.

## Namensbestandteile
- Cohors: Die Kohorte war eine Infanterieeinheit der Auxiliartruppen in der römischen Armee.

- II: Die römische Zahl steht für die Ordnungszahl die zweite (lateinisch secunda). Daher wird der Name dieser Militäreinheit als Cohors secunda .. ausgesprochen.

- Flavia: die Flavische. Die Ehrenbezeichnung bezieht sich auf die flavischen Kaiser Vespasian, Titus und Domitian.

- Numidarum: der Numider. Die Soldaten der Kohorte wurden bei Aufstellung der Einheit auf dem Gebiet Numidiens rekrutiert.

- equitata: teilberitten. Die Einheit war ein gemischter Verband aus Infanterie und Kavallerie.

- Antoniniana: die Antoninianische. Eine Ehrenbezeichnung, die sich auf Caracalla (211–217) bezieht. Der Zusatz kommt in einem Ziegelstempel[2] vor.

Da es keine Hinweise auf den Namenszusatz milliaria (1000 Mann) gibt, war die Einheit eine Cohors quingenaria equitata. Die Sollstärke der Kohorte lag bei 600 Mann (480 Mann Infanterie und 120 Reiter), bestehend aus 6 Centurien Infanterie mit jeweils 80 Mann sowie 4 Turmae Kavallerie mit jeweils 30 Reitern.

## Geschichte
Die Kohorte war in den Provinzen Thracia, Moesia inferior und Dacia inferior (in dieser Reihenfolge) stationiert. Sie ist auf Militärdiplomen für die Jahre 113 bis 146 n. Chr. aufgeführt.
Der erste Nachweis der Einheit in Thracia beruht auf einem Diplom, das auf 113 datiert ist. In dem Diplom wird die Kohorte als Teil der Truppen (siehe Römische Streitkräfte in Thracia) aufgeführt, die in der Provinz stationiert waren. Darüber hinaus geht aus dem Diplom hervor, dass die Einheit gerade aus Thrakien in die Provinz Moesia inferior verlegt wurde (item cohorte II Flavia Numidarum translata in Moesiam inferiorem).
In Moesia inferior ist die Kohorte durch ein Diplom nachgewiesen, das auf 116 datiert ist. In dem Diplom wird die Kohorte als Teil der Truppen (siehe Römische Streitkräfte in Moesia) aufgeführt, die in der Provinz stationiert waren.
Zu einem unbestimmten Zeitpunkt wurde die Einheit in die Provinz Dacia inferior verlegt. Der erste Nachweis in Dacia inferior beruht auf einem Diplom, das auf 122 datiert ist. In dem Diplom wird die Kohorte als Teil der Truppen (siehe Römische Streitkräfte in Dacia) aufgeführt, die in der Provinz stationiert waren. Weitere Diplome, die auf 123 bis 146 datiert sind, belegen die Einheit in derselben Provinz.
Der letzte Nachweis der Kohorte beruht auf einem Ziegelstempel, der auf 211/217 datiert ist.

## Standorte
Standorte der Kohorte in Dacia inferior waren möglicherweise:
- Feldioara: Ziegel[6] mit verschiedenen Stempeln der Einheit wurden hier gefunden.[7][8]

Ziegel mit den Stempeln der Einheit wurde darüber hinaus in Gușterița und Ocna Mureș gefunden.

## Angehörige der Kohorte
Folgende Angehörige der Kohorte sind bekannt.

### Kommandeure
- Titus Antonius Claudius Alfenus Arignotus, ein Präfekt

### Sonstige
| - [?], ein Veteran (AE 1948, 86 PDF) - Marcus (Μᾶρκος), ein Reiter (AE 1965, 347) | - Festus (Φήστος), ein Decurio (AE 1965, 347) |